# Nomoto Yasuhiro
Yasuhiro Nomoto (sinh ngày 25 tháng 6 năm 1983) là một cầu thủ bóng đá người Nhật Bản.

## Sự nghiệp câu lạc bộ
Yasuhiro Nomoto đã từng chơi cho JEF United Ichihara, Albirex Niigata Singapore, Consadole Sapporo, New Wave Kitakyushu, Fagiano Okayama, V-Varen Nagasaki và Blaublitz Akita.